# Candy Barr
Juanita Dale Slusher, nota come Candy Barr (Edna, 6 luglio 1935 – Victoria, 30 dicembre 2006), è stata una ballerina statunitense, attiva come spogliarellista, modella per adulti e interprete di burlesque.

## Biografia
Nata in Texas, aveva quattro fratelli. Sua madre rimase senza vita a causa di un incidente quando aveva nove anni. All'età di tredici anni scappò di casa per andare a vivere a Dallas, lavorando come cameriera e poi come prostituta.
All'età di sedici anni apparve in un film pornografico "underground" molto distribuito dal titolo Smart Alec (1951). A causa della popolarità suscitata, venne definita "la prima pornostar americana". Ancora minorenne, inizia quindi a lavorare come spogliarellista e ballerina assumendo il nome Candy Barr. 
Nel 1956 sparò al marito da cui si era separata, ovvero Troy B. Phillips. Le accuse di aggressione con arma mortale vennero ritirate in quanto Phillips non venne ferito a morte. Nello stesso periodo venne arrestata a Dallas per possesso di droga. La sua fama si diffonde anche a causa di questi guai con la legge e Candy Barr diventa beniamina degli strip club. Il malvivente Mickey Cohen, che diventò anche suo fidanzato, la aiutò a fuggire in Messico insieme alla figlia di quattro anni avuta dall'ex marito e a fornirle un falso certificato di nascita.
Nel 1959 viene assunta dalla 20th Century Fox come coreografa del film I sette ladri. 
Nello stesso anno viene imprigionata per possesso di droga. Dopo aver scontato oltre tre anni della sua condanna a quindici anni, viene rilasciata tramite liberazione condizionale e fa ritorno alla sua città natale Edna, dal momento che la libertà vigilata le impedii di tornare a Dallas. 
Negli anni '60 tornò nuovamente nel circuito degli stripping. Nel 1972 pubblicò una raccolta di poesie che scrisse mentre era in prigione, dal titolo A Gentle Mind...Confused. 
Fa parte della Burlesque Hall of Fame.
Morì per complicazioni dovute a una polmonite il 30 dicembre 2005, all'età di 70 anni, a Victoria, in Texas.

## Filmografia
- Smart Alec (1951)
- Ritmo diabolico (The Gene Krupa Story), regia di Don Weis (non citata nei titoli originali)